# Transition (John Coltrane)
| Recensione                          | Giudizio |
| ----------------------------------- | -------- |
| AllMusic                            | [ 1 ]    |
| The Rolling Stone Jazz Record Guide | [ 2 ]    |

Transition è un album discografico del musicista jazz John Coltrane. L'album venne registrato il 10 e il 16 giugno 1965, ma pubblicato postumo dopo la morte del sassofonista nel 1970. 

## Descrizione
Di tutti e quattro i musicisti presenti nel disco, il pianista McCoy Tyner era quello ancora maggiormente ancorato agli stilemi del jazz tradizionale. Il contrabbassista Jimmy Garrison e il batterista Elvin Jones stavano tentando nuove strade di approccio al proprio strumento, mentre Coltrane era smanioso di ampliare i propri orizzonti musicali.
La title track dell'album, il brano Transition, è un esperimento sonoro della durata di quindici minuti. Welcome è la composizione più tradizionale sull'album, una ballata lunga cinque minuti con una performance incisiva da parte di Tyner. La suite presente sull'album è una composizione di una ventina di minuti circa, che copre diversi stili. Vigil, che conclude l'album, è un serrato duetto fra Coltrane e Jones.
Due mesi dopo queste sedute di registrazione, il quartetto di Coltrane si avventurò nel territorio della musica sperimentale con l'album Sun Ship.
La versione su LP originale e la versione su CD datata 1993 di Transition differiscono sensibilmente l'una dall'altra. La versione CD elimina il brano Dear Lord per inserire Welcome e Vigil, due composizioni precedentemente disponibili sull'album Kulu Sé Mama. Successivamente l'album è stato ristampato in CD anche con la scaletta originaria dei brani contenuti nell'LP.

## Tracce
1. Transition – 15:31
2. Dear Lord (inserita nel CD Dear Old Stockholm insieme al resto delle sessioni di quell'LP) – 5:32
3. Suite: Prayer and Meditation: Day, Peace and After, Prayer and Meditation: Evening, Affirmation, Prayer and Meditation: 4 A.M. – 21:21

## Formazione
- John Coltrane:  sassofono tenore
- McCoy Tyner:  pianoforte
- Jimmy Garrison:  contrabbasso
- Elvin Jones:  batteria